# Маріст Файр

Логотип клубу до 2013 року.

Футбольний клуб Маріст Файр або просто «Маріст Файр» (англ. Marist Fire Football Club) — напівпрофесіональний футбольний клуб з міста Хоніара з Телеком С-Ліги.

## Історія
У сезоні 2006/07 років став переможцем національного чемпіонату.
В травні 2006 року клуб брав участь у Клубному чемпіонаті Океанії, який проходив у місті Окленд. У у матчі-відкритті групового етапу «Маріст Файр» поступився з рахунком 1:10 майбутньому фіналісту турніру, АС Пірае з Таїті, після чого зазнав ще одної поразки та виграв останній поєдинок групового раунду. Але ця перемога не допомогла клубу вийти до наступної стадії турніру.

## Досягнення
- Національний клубний чемпіонат
  -  Чемпіон (2): 2006, 2009

## Статистика виступів у турнірах ОФК
- Ліга чемпіонів ОФК: 2 виступи

Найкращий: 3-тє в Групі B 2007
2007: 3-тє в Групі B 2007
2010: 4-тє в Групі B
- Клубний чемпіонат Океанії: 1 виступ

Найкращий:
2006:

## Відомі гравці
- Деніел Жое
- Девід Мута
- Томмі Семмі
- Коріаг Упаїга